# Ua-Pou (Polinesia Francesa)
Ua-Pou es una comuna francesa situada en la subdivisión de Islas Marquesas, que forma parte de la colectividad de ultramar de Polinesia Francesa.

## Composición
Está formada por la unión de las dos comunas asociadas de Hakahau y Hakamaii, que abarcan la isla de Ua Pou y sus dieciocho motus:
| Comuna asociada de Hakahau    |                  |                  |                    |
| Fracción de la isla de Ua Pou | Población (2012) | Superficie (km²) | Densidad (hab/km²) |
| Hakahau                       | 1608             | -                | -                  |
| Islotes                       | Población (2012) | Superficie (km²) | Densidad (hab/km²) |
| Akua                          | -                | -                | -                  |
| Kau                           | -                | -                | -                  |
| Kivi                          | -                | -                | -                  |
| Kuee                          | -                | -                | -                  |
| Mahaka                        | -                | -                | -                  |
| Mokohe                        | -                | -                | -                  |
| Oa                            | -                | -                | -                  |
| Papai                         | -                | -                | -                  |
| Papati                        | -                | -                | -                  |
| Tamuko                        | -                | -                | -                  |
| Tehuaki                       | -                | -                | -                  |
| Comuna asociada de Hakamaii   |                  |                  |                    |
| Fracción de la isla de Ua Pou | Población (2012) | Superficie (km²) | Densidad (hab/km²) |
| Hakamaii                      | 565              | -                | -                  |
| Islotes                       | Población (2012) | Superficie (km²) | Densidad (hab/km²) |
| Kau                           | -                | -                | -                  |
| Kuara                         | -                | -                | -                  |
| Mouku                         | -                | -                | -                  |
| Papa                          | -                | -                | -                  |
| Takaae                        | -                | -                | -                  |
| Teko Ai                       | -                | -                | -                  |
| Vaiehu                        | -                | -                | -                  |

## Demografía
| Gráfica de evolución demográfica de Ua-Pou entre 1971 y 2012 |
|                                                              |

Fuente: Insee